# 窄果薏苡
窄果薏苡（学名：Coix stenocarpa）为禾本科薏苡属下的一个种。

## 扩展阅读
- 維基物種上的相關：窄果薏苡